# Facultad de Enfermería de la Universidad Autónoma de Yucatán
La Facultad de Enfermería de la Universidad Autónoma de Yucatán es una de las 15 facultades de la Universidad Autónoma de Yucatán. Se encuentra ubicada en el Campus de Ciencias de la Salud junto con las facultades de Medicina y Odontología.

## Historia
Por iniciativa del exgobernador de Yucatán Olegario Molina Solís, se creó la primera Escuela de Enfermería de la ciudad de Mérida en el año de 1903.

## Oferta académica

### Licenciaturas
- Enfermería.[3]
- Trabajo Social.[4]

### Posgrados

#### Especialidades
- Cuidados Intensivos.
- Administración y Docencia
- Maestría en Salud pública .[5]